# 熱海の捜査官
『熱海の捜査官』（あたみのそうさかん）は、2010年7月30日から9月17日まで毎週金曜日23:15 - 翌0:15に、テレビ朝日系「金曜ナイトドラマ」枠で放送された日本のテレビドラマ。主演はオダギリジョー。

## 概要
架空都市である南熱海市を舞台に、1人の元失踪者が意識を取り戻したのを機に進展を見せた3年前の女子高生失踪事件の謎を、広域捜査官・星崎剣三が追求していくミステリードラマ。
本作ではテレビドラマ『時効警察』の主演のオダギリジョーと脚本及び監督を務めた三木聡がタッグを組み、製作に携わっている。
この作品以後の金曜ドラマは2011年の地上デジタルテレビ放送移行準備に伴う、NHK／日本民間放送連盟との申し合わせのため、レターボックス16:9サイズでの放送となる。
なお、通常は同日時差放送となる朝日放送と静岡朝日テレビも、全英リコー女子オープンゴルフ中継に伴う編成上の都合により、初回のみ同時ネットで放送された。
犯人を始め、多くの謎を残して終わり、視聴者の間では様々な推測がとびかっている。同年11月にはDVD／ブルーレイBOXのPRを兼ね、「公式の謎解きの場」として公認Twitterアカウントが開設された。

## 登場人物

### 広域捜査庁
星崎剣三（ほしざき けんぞう）
演 - オダギリジョー
本作の主人公。33歳。意味不明な単独行動が災いし、「東京の事件」の担当から外され、3年前のバス消失事件を調べるために南熱海市に派遣された広域捜査官。
常に丁寧な物腰で、立つ時は両手を後ろで組む癖がある。コーヒーが飲めず、いつもお湯を飲んでいる（曰く「豆から出るのが気持ち悪い」らしい）。口癖は「あー、大体分かりましたよ」。
第六感に基づいて捜査を進めるため、周りにあまり理解されていない。また、色々な非科学的なアイテムを平気で捜査に活用する。非常に抽象的で意味深な発言が多く、謎を秘めた登場人物たちと普通に会話ができてしまう。しかし、その若干の不思議要素を除けば非常に優秀な捜査官。
学生時代は友達が少なく、よくケーナを吹いていたらしい。成績は最低点が88点だったという噂。
北島とはかつて一度だけ深い仲になったことがあるらしく、身を案じる言動を見せる。
最終話にて、死んだはずの新宮寺が運転するバスに乗り込み、先に乗っていた東雲と共にラインを越える。
北島紗英（きたじま さえ）
演 - 栗山千明
星崎の相棒として南熱海市に派遣された広域捜査官。29歳。階級は警視正。立場は星崎の上司だが、敬語を使って接している。かつて一度だけ深い仲になり、今も動向が気になる素振りを見せる。
事件を追っていくうち、平坂に好意を寄せるようになる。
美人であるが、真面目で中途半端なことが嫌いな性格故、星崎からは「性格が悪い」と言われており、モテない（自覚はある）。いつも声が大きく、東雲の主治医・樫村に叱られた（あまり自覚がない）。時々、横浜弁になる。中学時代は数学が苦手だったとのこと（曰く「2だったときがある」）。　
最終話にて、星崎に「引き続き学校を頼む」と言われ、置いていかれた。
坂善正道（さかぜん せいどう）
演 - 田中哲司
本庁の切れ者鑑識官。星崎曰く「（頭が）切れすぎて痛いくらい」。星崎とは知り合いで、星崎の捜査力を認めている。
遺留品や証拠品の鑑定結果は一度しか言わない主義。フライドチキンを持ち帰る際は証拠品用のビニール袋を使用するなど、鑑識官らしさを持ち合わせる。過去は振り返らない性分。非常に早口。
犬塚を気に入り、「広域捜査官になる気があるなら推薦状を書いてやる」とまで言って勧めた。
拾坂の淹れたコーヒーとフライドチキンを好んでいる。
星崎と見間違えた桂東が仕掛けたいたずらに引っかかり、デッキブラシを踏んで額に青アザを作った。

### 南熱海警察署
拾坂修武（じゅうさか おさむ）
演 - 松重豊
署長。
自分の仮説の実験が失敗に終わったり、星崎の発言の意味が分からなかったりすると「俺はもうだめだ」と言って頭を抱えてしゃがみ込んでしまう。一般常識にも疎い面がある。
レプス陶芸クラブのオーナーである洲崎とは元恋人同士であり、過去にはレストラン「ボリューム」の伊藤とも付き合っていた。
星崎の思いつきにより発見した南熱海市の地理的な中心を「アタチュー（南熱海の中心、の略）」と命名した。
投げ技が得意で、第6話でもその実力を披露している。
「ボリューム」のオムライスを好んでいる。
桂東光子（けいとう みつこ）
演 - ふせえり
警察署唯一の女性警察官。既婚。笑い方が独特。何となくで発言することが多いが、意外な一言が事件解決の糸口になる。格闘技に長けている。また、署内の電話に出るのが非常に早い。
星崎には「第一印象が最悪だった」という理由でほぼ毎回イタズラ（勝負）を仕掛ける。ほとんどが1対1の攻防戦だが、拾坂と北島を巻き込んで芝居を打ったこともある。一方で星崎用に仕掛けたトラップが回りまわって、事件に関わる思わぬきっかけを生むこともあった。
犬塚発見（いぬづか はつみ）
演 - 少路勇介
真面目な署員。気が利き、要領が良いため、坂善に気に入られていた。
広域捜査官に応募するのかはまだ迷っているらしい。
かつて電気屋でアルバイトをしていた過去があり、事件解決に役立った。
北島にほのかに好意を寄せている。

### 南熱海市役所
甘利雅彦（あまり まさひこ）
演 - 団時朗
3年半ほど前から南熱海市市長を務めている。レミーの父親であり、四十万の父親でもある。見た目は完全におじいちゃん。もみ上げが特徴。
朱印頭と繋がって色々とやっている。
訳も分からずに平坂に市役所からの電力の一部を提供している。
亀岡渡（かめおか わたる）
演 - 村松利史
市長秘書。セリフ回しが独特。
実は「妻や子供には内緒で家庭崩壊につながるようなことをやっているリスキーな男」らしい。
レミーの強引さに弱く、ワガママ放題を許してしまっている。
藁久保清一（わらくぼ せいいち）
演 - 光生
土木課長。
女子高生をとても好んでいるとの噂があり、星崎に目をつけられていた。
魚のワラスボに間違えられた。

### 南熱海興行（朱印組）
朱印頭（しゅいんとう）
演 - 松尾スズキ
裏街道ムードを大切にしている、案外まともなヤクザの組長。大きな悪事はできず、すぐに認めてしまう。
市長である甘利とは協力関係にあるが、レミーと組んで強請をかけたりするなど、なんでもあり。
途中からは物語における自分たちの立ち位置に危機感を覚え、「自己存在証明」と言い張って組を挙げて街の清掃活動をした。
最終回では街のバランスを保つために平坂の団体を引き継いだ。
鮫島猛（さめじま たける）
演 - 緋田康人
朱印頭に付き従う組員。
周りの意見を聞き入れてしょっちゅう髪型を変えているが、そのたびに「前（前の前、など、もっと遡る場合もある）のほうが良かったよ」と言われてしまう。無駄に大声で話すときがある。
以前務めていた会社はクビになり、一家離散していて、現在は前の嫁と娘に仕送りをしているらしい。

### 永遠の森学園
宇喜多幸光（うきた よしみつ）
演 - 津村鷹志
校長。
面倒事が苦手で、学園の騒ぎや警察の対応は敷島に任せっきり。
阿久根寮長とは秘密の関係にある。
敷島澪（しきしま みお）
演 - 藤谷文子
謎に満ちた美人教師。
新宮寺とは何らかの秘密を共有しており、こっそり2人でいるところを何度か目撃されている。
宇喜多校長から阿久根寮長との関係を口止めされている。
新宮寺が死んだ時には周りの制止を振り切って遺体に駆け寄ろうとし、号泣していた。また、事故死と断定された後も他殺の線で調べてほしいと星崎に訴えていたが、四十万からは「芝居」だと言われていた。
四十万に迫り、キスした仲である。
ピアノを弾くのが好き。
阿久根淑子（あくね よしこ）
演 - 宮田早苗
寮長。バス消失事件当日に警察署に電話をしてきた。
敷島に黒魔術を見せるなど、怪しげな顔を覗かせる幸薄い女。
恐ろしいお面を見たりして2回ほどぶっ倒れた（1度目に倒れたときには眼鏡をかけており、近眼である模様）。
宇喜多校長とは秘密の関係にある。
新宮寺有朋（しんぐうじ ありとも）
演 - 山中聡
学園唯一の送迎バスの運転手。
3年前のバス消失事件の発覚後、畑を全裸で疾走しているところを保護された。事件を「自分の責任」として悔やんでいる一方、軽い気持ちで事件を探るレミーを怒鳴りつけた。
敷島とは親しげな様子であり、何らかの秘密を共有している。
実は新興宗教の「Mr.2」の正体であり、そのことについて星崎らが調べようとした矢先、事故死する。
最終回では亡くなったはずなのに東雲を乗せてバスを運転しており、途中で星崎も加え、2人を乗せてラインを越える。
東雲麻衣（しののめ まい）
演 - 三吉彩花
行方不明になった後、唯一発見された女子生徒。モデル並みの長身の美少女。「秘密の写生クラブ」メンバー。バス消失後、バス停で倒れていた。陸上部。
発見以来3年間昏睡状態だったが、突如意識を回復し、事件が再調査されるきっかけとなった。事件については全く覚えていなかったが、物語が進むにつれて重要なキーワードを思い出していく。目覚めた後、しばらくは「紫外線の拒否反応を防ぐため」という理由で顔や腕などを包帯で覆っていたが、やがて自ら包帯を取り去る。
口数が少なく、星崎の不思議発言にも反応は薄い。徳永研究室（後述）の徳永教授の娘であり、7歳の時に人体の蘇生実験を受けている。なお、この実験により、死を体験したことになる。
バス消失事件についての平坂の共犯者であり、サイドブレーキを元に戻してバスを発進させた張本人。
最終回では死んだはずの新宮寺の運転するバスに乗り、途中から乗ってきた星崎とラインを越える。
椹木みこ（さわらぎ みこ）
演 - 山田彩
行方不明の女子生徒の1人。「秘密の写生クラブ」メンバー。
天才的な頭脳を持ち、学園旧寮の自室の壁には謎の数式がびっしり書かれたノートを隠していた（ちなみにその数式の答えは「2」であった）。
科学により死を垣間見た。バス消失事件の半年前からレプス陶芸クラブのメンバーでもあった。
月代美波（つくよ みなみ）
演 - 佐倉絵麻
行方不明の女子生徒の1人。「秘密の写生クラブ」メンバー。
12歳の時に両親と飛行機事故に遭っており、その唯一の生還者。この時の体験で霊的な能力を獲得し、自ら教祖となって新興宗教を興し、宗教により死を理解しようとした。
萌黄泉（もえぎ いずみ）
演 - 岡野真也
行方不明の女子生徒の1人。「秘密の写生クラブ」メンバー。眼鏡をかけている。真面目だが地味でドン臭い印象。
何らかの理由により死を体験した過去を持つと推測される。
四十万新也（しじま しんや）
演 - 山﨑賢人
学園における数少ない男子生徒の1人。美少年。口数が少ない。
市長の甘利雅彦とその愛人の間の子供。レミーの腹違いの兄にあたるが、レミーがそれを知っているかは不明である。
父親の物理的・精神的愛情を一身に受けるレミーに対し、嫉妬と複雑な感情を抱いている。
趣味は釣りで、遠くのポイントまで楽に行けるようにするためにレミーを使って新設堤防を作らせた張本人。
東雲のことは「自分と同じ闇を持つ存在」と認識しており、「どんな手を使ってでも守ってやりたい」と思っている。
3年前のバス消失事件前日に「秘密の写生クラブ」の活動の一環として全裸のヌードデッサンのモデルを務めていたが、その絵は深夜に旧寮で全て燃やしてしまった。
甘利レミー（あまり レミー）
演 - 二階堂ふみ
市長の娘。高飛車でワガママ。キレると口調が荒っぽい。小柄な童顔の美少女。「秘密の写生クラブ」メンバー。四十万の腹違いの妹。
3年前に「あしかのショー」という映画に出演が決まっていたが、なぜか製作中止になった（物語後半で再び撮影が再開されることになる）。そのニュースも同時期に起こったバス消失事件にかき消され、不満を持っている。
星崎のことを「イケメン」として気に入り、たびたび強引に近づこうとする。
東雲に対し、自身より大人びて、美貌で可愛くて背も高く、プロモーションとスタイルが抜群なためにコンプレックスを抱いて嫌っている。「誰も自分の話を聞いてくれない」と吐露する場面もあり、繊細な一面も持つ。
なぜか四十万に逆らずにいる。
味澤宙夫（あじさわ そらお）
演 - 染谷将太
数少ない男子生徒の1人。オドオドした様子で女生徒に敬語を使い、女生徒からの扱いが悪い。また、四十万と比較されて「役に立たない」と言われている。
新宮寺とは交流がある模様。
ピアノが弾ける。
野々山まどか（ののやま まどか）
演 - 岡本紗里
来宮琴（くるみや こと）
演 - 野口真緒
熱田水（あつた みず）
演 - 相楽樹
大瀬遙（おおせ はるか）
演 - 荒木美裕
生徒達。

### 南熱海の住民達
蛇川方庵（じゃがわ ほうあん）
演 - 小野栄一
強烈な顔をした老人。バス消失事件当時、道路に倒れていた。
普段は南熱海天然劇場で怪しげなマジックショーを実演している。当時の話を聞くために劇場を訪れた北島にアシスタントを頼み、消失マジックの最中に姿を消した。
「大名荘」というアパートに住んでおり、部屋にあったパスポートの渡航歴によるとタイに頻繁に通っていたようだが、最後に行ったのはニューカレドニアだった。
マジックで消えてからは行方不明だったが、桂東のトラップに引っかかった謎の仮面男の正体であった。
身柄を移される際に桂東が見ている前でいとも簡単に手錠を外し、連続バク転で逃走を図ったりと、身体能力などは謎。
後に平坂にマインドコントロールされていたことが明らかになり、しかも、戸籍上は3年前に死亡している。
松尾とは囲碁仲間である。
チュッパチャップスさん
演 - 新屋英子
星崎と北島が捜査のために南熱海に自動車にて到着したと同時に道路を横断していた老女。
彼女が白黒のマーブルのチュッパチャップスを舐めていたことに着目した星崎が「白黒、即ち白黒は”交じり合わない２つの国”を暗示している」と気が付き、この”暗示”がこのドラマの重要な源流となる。
三木監督の映画『図鑑に載ってない虫』にも同役で出演している故、ドラマと映画は同じ世界観を共有している可能性がある。
樫村茂（かしむら しげる）
演 - 山崎一
南熱海総合病院の医師。東雲の主治医でもある。
騒音を極端に嫌い、星崎の発言に北島が勢いよくツッコミを入れると「シッ!」と言われて怒られる。
星崎に、東雲が意図的に記憶を消された可能性を提示した。
伊藤奈々子（いとう ななこ）
演 - 小島聖
レストラン「ボリューム」で働くウエイトレス。
市長の甘利に借金があるらしく、レミーには受動的ではあるが協力的。
実は拾坂の元カノ。「秘密が多すぎて」別れた模様。
客の会話を盗み聞きし、店の話題にするのが好き。
平坂歩（ひらさか あゆむ）
演 - 萩原聖人
環境保護団体NPO「空と海と虹の会」代表。
団体の本部は道路建設予定地にあり、市長・朱印頭・藁久保に再三立ち退くように脅されているが、一向に気に留めていない。自ら水質調査などに出かける行動派。バスが今になって発見された理由を科学的に解明し、北島に教えた。
人当たりのよい柔和な性格だが、本部の内外にいくつもの隠し監視カメラを仕掛けており、客人には見えないようにモニタリングしている。左手首に星型の傷跡がある。
実は「平坂歩」は偽名であり、本名は「風宮巧」。元天才脳外科医。南熱海市に住む前は「徳永研究室」という研究機関に所属し、人体の蘇生実験を行っていた。この時に、当時7歳の東雲に蘇生実験を施している（萌黄も、何らかの理由で心肺停止・脳死寸前の状態で研究室に搬送され、蘇生された）。しかし行き過ぎた蘇生実験から同僚・上司に非難され、研究室から去った。その後南熱海市に移り住み、何らかの理由により、東雲と協力して死を知り得る3人を乗せたバスを誘拐。団体本部の地下に市役所からの電線を引き込み、3人を仮死状態にして蘇生実験の研究をしていた。
全てを知った北島と1対1の銃撃戦になったが、間一髪で駆けつけた星崎に撃たれる。意識不明のまま、広域捜査庁医療センターにヘリで極秘に搬送された。最終話で看護師を襲い、逃走しようとした。
相模徳三郎（さがみ とくさぶろう）
演 - 岩松了
星崎たちが事件捜査のために長期滞在した旅館「熱海南海荘」主人。桂東の実の兄（行動がユニゾンしているときがある）。
結婚まで考えていた女将に金を持って逃げられてしまい、それ以来1人で旅館を切り盛りしている。
客に見えない人は遠慮なく睨む。
星崎たちには毎回豪華な料理を振る舞ってくれる。
洲崎道代（すざき みちよ）
演 - 広田レオナ
「レプス陶芸クラブ」オーナー。
表向きは陶芸教室だが、実は女子高生に売春を斡旋している。朱印頭らと裏で繋がっている。
南熱海警察署の拾坂とは元恋人同士。
手首にリストカットの痕がある。
占部日美子（うらべ ひみこ）
演 - 銀粉蝶
南熱海の中心に位置する分杭（ぶんぐい）ビル（通称・アタチュー）の5階に住む女性。
不思議な力を持っており、星崎らの思考や動向を、ある程度把握できている。また、力を使って軽い傷ならある程度治癒させることができる。
星崎たちに「肌身離さず持つように」と魔除けの藍染めを施したお守りを渡し、これが結果的に北島の命を救うこととなる。
最終回にて、訪ねてきた東雲から衝撃の事実を聞き、星崎宛に「一足先に行っています…」という意味深な置手紙を残して姿を消した。
京極潤（きょうごく じゅん）
演 - 裵ジョンミョン
第4話にてスクールバスの消失現場に倒れていたラッパー風な男。
椹木の元カレ。椹木を「人を殺すかもしれないほど怖い女」と証言していた。
取調べ中に北島に「ブス」と罵声を浴びせ、反抗的な態度だったため、制裁を喰らっていた。
徳留幸介（とくとめ こうすけ）
演 - 森下能幸
星崎に接触してきた新聞記者。なぜか頻繁に咳をしている。
星崎らに月代美波が過去に飛行機事故に遭ったことを教えた。しかし、接触直後に左遷されてしまう。
松尾正夫（まつお まさお）
演 - 外波山文明
ボロ団地に住む元天才数学者。マサチューセッツ工科大学大学院出身。優秀な数学者だったが、恋人には逃げられ、親の遺産を食いつぶし、50歳頃から行方が分からなくなっていた。既に数学界からは引退している。蛇川とは囲碁仲間。蛇川曰く「今はゴミみたい」。
星崎たちの依頼で椹木みこのノートの数式を3日間で解読しようとしたが手に負えず、「人間が足を踏み入れてはならない領域」と発言した。
萩尾さやか（はぎお さやか）
演 - KIKI
貧しい人にも無償で治療にあたる南熱海診療所の女医。
実は元徳永研究室のメンバーで、平坂（風宮）を追って南熱海にやってきた。平坂（風宮）に好意を寄せていた。

## スタッフ
- ナレーション - 伊武雅刀
- 脚本・演出 - 三木聡
- 音楽 - 坂口修
- 主題歌 - 東京事変「天国へようこそ」（EMIミュージック・ジャパン/Virgin Music）
- 撮影 - 木村信也
- 美術 - 磯見俊裕
- 照明 - 尾下栄次
- 制作担当 - 市川幸嗣
- ゼネラルプロデューサー - 横地郁英（テレビ朝日）
- プロデューサー - 大江達樹（テレビ朝日）、遠田孝一（MMJ）、日枝広道（電通）
- 企画協力 - 電通
- 制作 - テレビ朝日、MMJ
- 撮影地 - 熱海市各所、大倉山記念館、月山（旧大倉喜八郎邸共寿亭）、無線方位信号所、アタミロープウェイ、ほか

## 放送日程
| 各話                                                          | 放送日  | サブタイトル                     | 視聴率 |
| ------------------------------------------------------------- | ------- | -------------------------------- | ------ |
| 第1話                                                         | 7月30日 | 広域捜査官 星崎剣三              | 9.9%   |
| 第2話                                                         | 8月06日 | 包帯少女の正体                   | 8.5%   |
| 第3話                                                         | 8月13日 | 熱海の中心で真実を掴もう         | 7.7%   |
| 第4話                                                         | 8月20日 | 北島紗英と邪悪な者たち           | 6.8%   |
| 第5話                                                         | 8月27日 | 星崎剣三 消失の危機              | 6.4%   |
| 第6話                                                         | 9月03日 | 新宮寺は如何にして命を落としたか | 6.6%   |
| 第7話                                                         | 9月10日 | 真犯人の過去が過去に過去で       | 7.8%   |
| 最終話                                                        | 9月17日 | 予測不能な最悪の結末             | 9.2%   |
| 平均視聴率 7.9%（視聴率はビデオリサーチ調べ、関東地区・世帯） |         |                                  |        |

- 第3・4話は『熱闘甲子園』放送のため、30分遅延の23:45開始。

## フィクションの注意書き
『時効警察』シリーズと同様、ドラマのエンディングに出てくる「このドラマはフィクションです」のテロップは、毎回細かい意趣を凝らしたものになっている。
- 第1話：先に言えば良かったんですがこのドラマはフィクションでした
- 第2話：言うまでもありませんがこのドラマはフィクションです
- 第3話：申し訳ありませんがこのドラマはフィクションです
- 第4話：誠に勝手ではございますがこのドラマはフィクションです
- 第5話：このドラマはフィクション大魔王です→このドラマはフィクションです
- 第6話：色々考えるのも面倒になって来たんですがこのドラマはフィクションです
- 第7話：だからこのドラマはフィクションだって言ってるじゃないですか